# Kalek (Czechy)
Kalek – gmina w Czechach, w powiecie Chomutov, w kraju usteckim. Według danych z dnia 1 stycznia 2014 liczyła 238 mieszkańców.